# 2025년 대혜성
C/2024 G3 (ATLAS)는 부분적으로 붕괴된 비주기 혜성으로, 2025년 1월 13일에 태양으로부터 0.09 AU (13,000,000 km) 거리에 있는 근일점에 도달했다.
2025년의 대혜성으로 불리는 이 혜성은 현재 2025년의 가장 밝은 혜성으로, 근일점 통과 당일 겉보기등급이 -3.8에 달했다. 이 혜성은 근일점 전후로 남반구에서 볼 수 있었다. 북반구에서는 근일점 근처의 낮 시간대에만 관측되었다.

## 관측 역사
이 혜성은 2024년 4월 5일, 칠레 리오우르타도에 위치한 0.5m 반사망원경으로 촬영된 영상에서 소행성 지상충돌 최종 경보 시스템 (ATLAS) 관측 프로그램에 의해 발견되었다. 당시 이 혜성은 지구로부터 약 4.38 AU (655,000,000 km) 떨어져 있는 19등급 천체였다. 추가 관측 결과, 이 혜성은 약 4.5 초각 너비의 확산된 코마와 곧은 꼬리를 가지고 있었다.
2024년 10월 30일 기준으로, 혜성은 혜성 관측 데이터베이스(COBS)에 보고된 관측에 따라 11.9의 겉보기 등급을 가졌으며, 대형 망원경으로 볼 수 있었다. 2024년 12월 중순에는 8등급으로 밝아졌고 전갈자리에 위치했으며, 남반구와 적도 지역에서 새벽에 볼 수 있었다. 월말까지 그 밝기는 5에서 5.5 사이로 보고되었고, 약 2분각 너비의 코마와 최대 18분각 길이의 꼬리를 가지고 있었다.
2025년 1월 2일, 테리 러브조이는 혜성이 폭발을 경험했다고 보고하며, 사진으로는 3.7등급, 육안으로는 3.2등급으로 추정했다. 1월 3일에는 혜성이 2~2.4등급으로 밝아졌다. 혜성은 핵 그림자와 꼬리의 어두운 줄무늬를 가졌으며, 그날 육안으로도 겨우 볼 수 있었다고 보고되었다. 1월 7일에는 혜성이 1등급이며, 약 20분각 길이의 꼬리를 가졌다고 보고되었다. 혜성은 1월 10일 국제우주정거장에 탑승한 우주비행사 이반 바그너에 의해 촬영되었다. 다음 날에는 우주비행사 도널드 페팃이 정거장에서 혜성을 관측했다.
혜성은 1월 11일 SOHO의 LASCO C3 코로나그래프 시야에 들어와 1월 15일까지 관측되었다. 이 혜성의 경우, 최대 밝기를 예측하기 매우 어려웠다 (10등급 이상으로 퍼져나갔다). G. 반 부이트넨은 전방 산란을 고려하여 -4 등급을 예측했지만, 최대 밝기 시점에는 태양에서 불과 5도 떨어져 있었다. 혜성은 대낮에도 사진을 찍을 수 있을 만큼 밝아졌고, 육안으로도 볼 수 있다고 보고되었다. 이로써 이 혜성은 지난 100년간 대낮에 육안으로 관측된 다섯 번째 혜성이 되었는데, 1927년 스켈레루프-마리스타니, 1965년 이케야-세키, 1976년 웨스트, 2007년 맥노트 혜성과 함께했다. 근일점 통과 후 혜성은 남쪽으로 향했으며, 북위 중위도에서는 시민박명 종료 시점에 지평선 위 2도에 불과하여 낮게 떠 있었다.
근일점 통과 후 혜성은 남반구에 다시 나타났다. 육안으로 뚜렷하게 보였으며, 1월 18일에는 꼬리 길이가 4도, 밝기는 -0.9 등급으로 추정되었다. 그러나 1월 19일, 헝가리 천체사진작가 리오넬 마이직은 꼬리 안에 밝은 줄기가 나타나고 머리 부분이 덜 두드러지게 되었다고 보고하며, 혜성이 붕괴했을 가능성을 시사했다. 이전에도 1월 12일에 이미 붕괴 현상에 대한 보고가 있었으며, 혜성의 붕괴 원인은 현재로서는 불분명하지만, 근일점 통과 시 강한 태양열로 인해 핵에서 제트 분출과 가스 방출이 발생하여 결국 붕괴되었을 가능성이 높다. 그럼에도 불구하고, 혜성은 꼬리 형태를 유지했으며, 현재는 2011년 러브조이 혜성과 유사하게 "머리 없는" 혜성으로 남아 있다.
존 보틀은 혜성의 밝기와 야간 출현을 근거로 2025년의 대혜성으로 간주한다.

## 궤도
발견 당시, 이 혜성은 오르트 구름에서 온 새로운 혜성으로 추정되었으며, 절대등급(H=9)으로는 근일점을 통과할 가능성이 거의 없었다. 그러나 궤도가 정밀하게 계산되면서, 이 혜성이 이전에 태양에 근접했던 역동적으로 오래된 혜성일 가능성이 높은 것으로 밝혀졌다.
일부 언론은 C/2024 G3 (ATLAS)가 160,000년마다 한 번씩 태양에 접근한다고 보도한다. 그러나 JPL 호라이즌스 온라인 천체력 시스템의 장기 궤도 계산에 따르면, 2025년 태양 접근 후 혜성의 원일점 거리는 이전보다 두 배 이상 멀어질 것이며, 공전 주기는 약 600,000년이 될 것이다.

## 물리적 특성
C/2024 G3는 알려진 오르트 구름 혜성 중 근일점 통과 시 상당한 양의 잔해 흔적을 보인 최초의 혜성으로, 주로 나트륨 방출 때문이며, 아마도 오르트 구름에 있을 때 은하 조석력에 의해 형성되어 혜성 자체의 속도를 늦춘 수 킬로미터 미만의 파편들로 구성되었을 것이다. 또한 C/2020 F3 (니오와이즈)와 함께, 1965년 이케야-세키 이후 태양으로부터 0.4 AU (60,000,000 km) 미만 거리에서 가장 강력한 NaI 및 KI 방출선을 측정했으며, C/2024 G3의 NaI/KI 비율은 26±8로 측정되었다.

## 갤러리

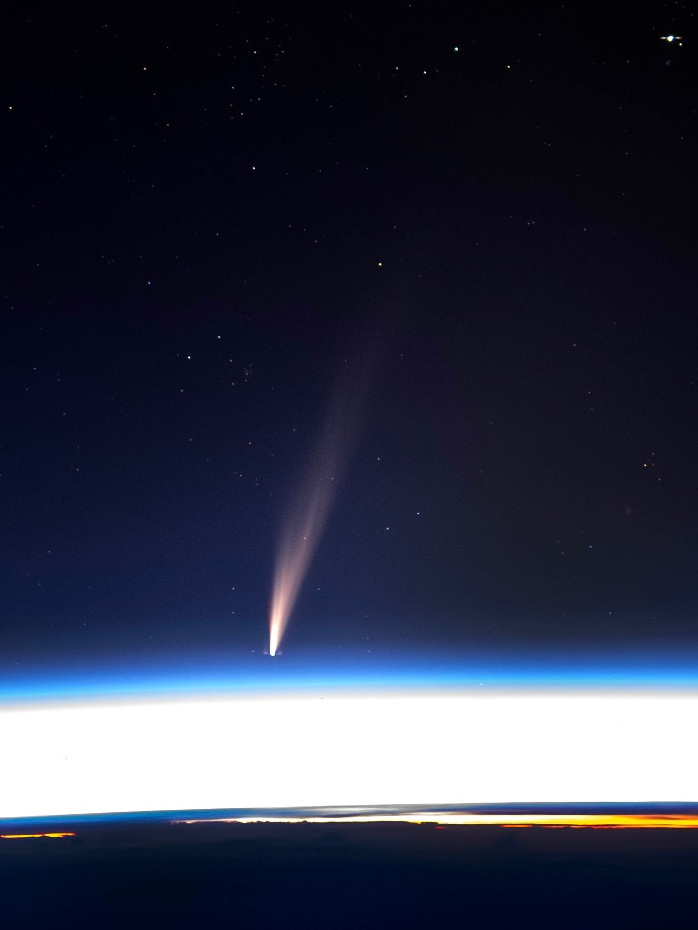
1월 11일, ISS에 탑승한 도널드 페팃이 촬영.
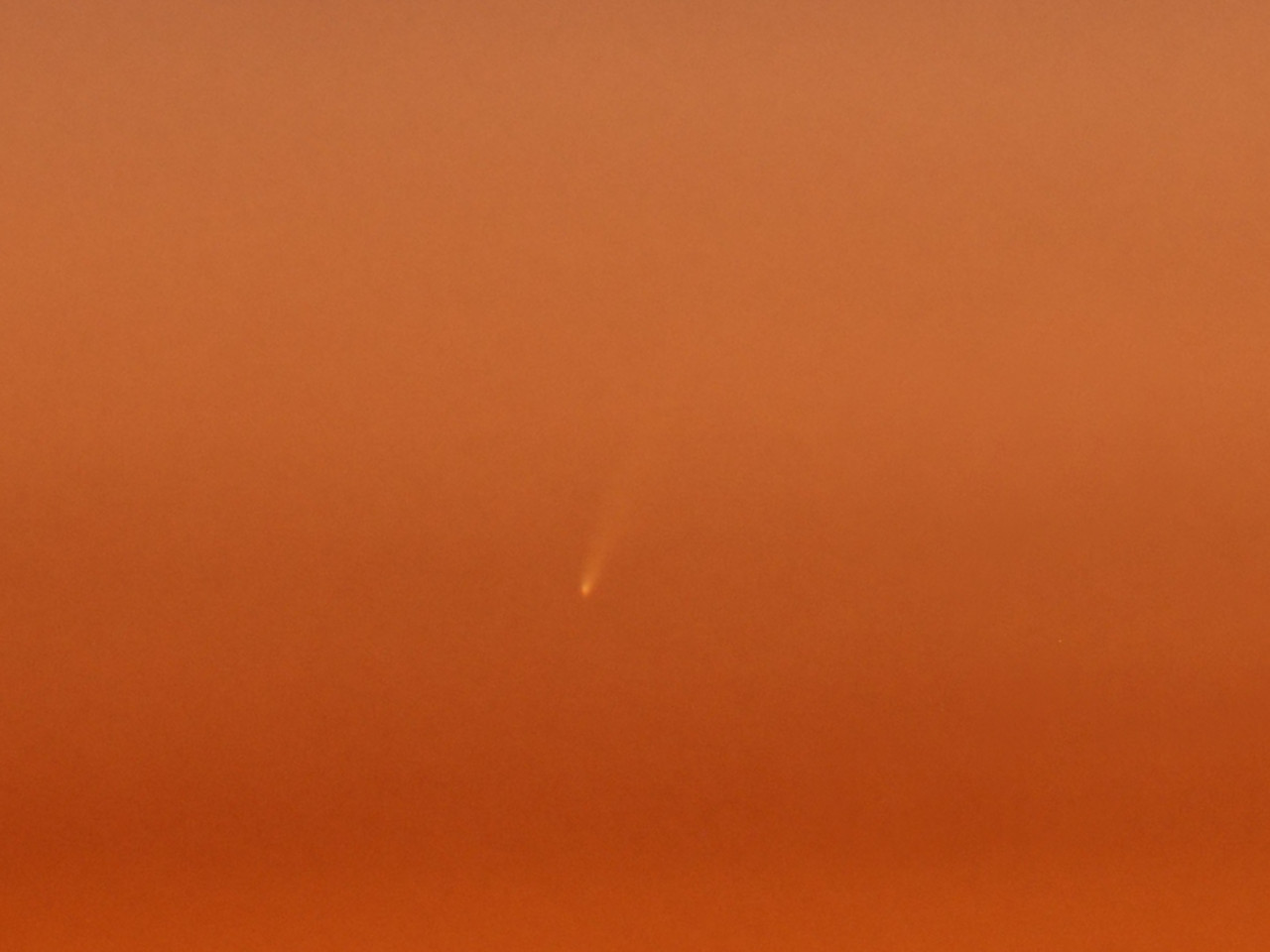
1월 11일, 그리스 크레타에서 촬영.
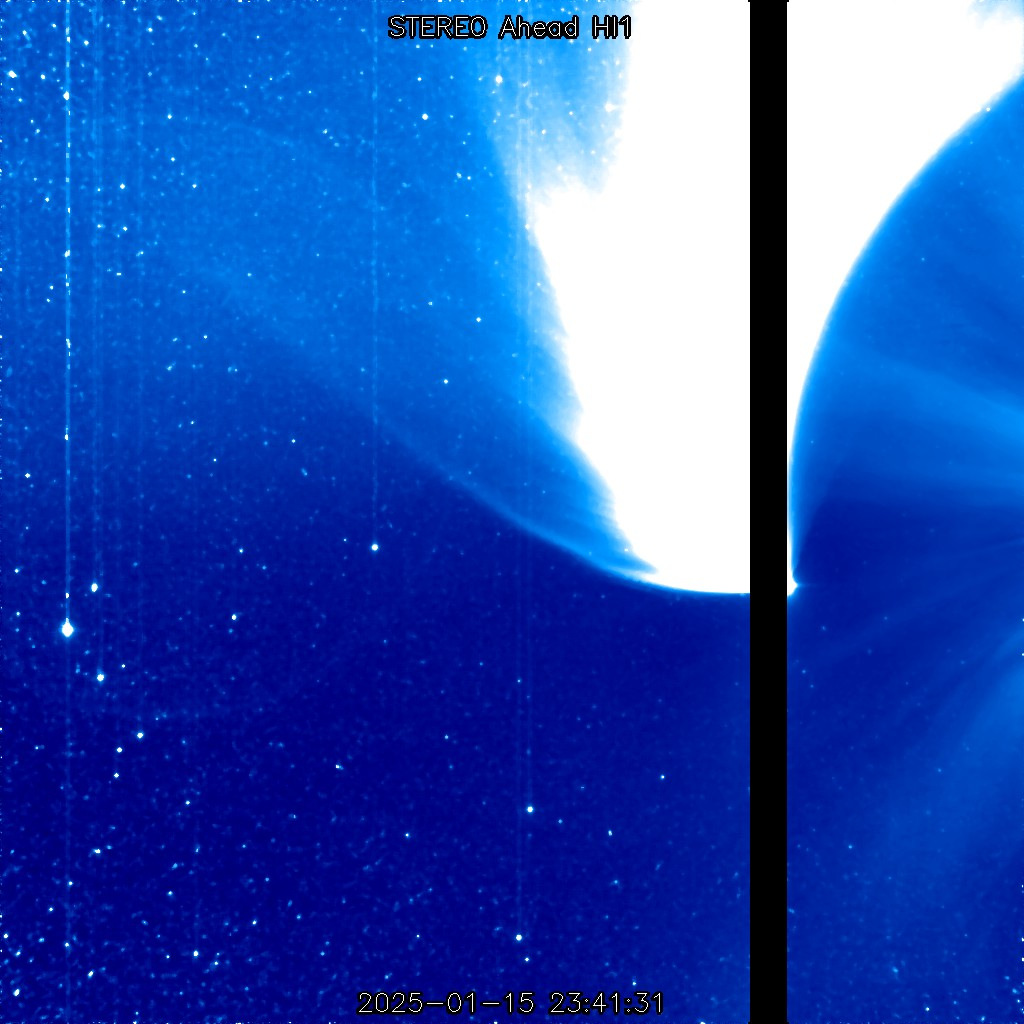
1월 15일, STEREO-A 탐사선이 촬영.
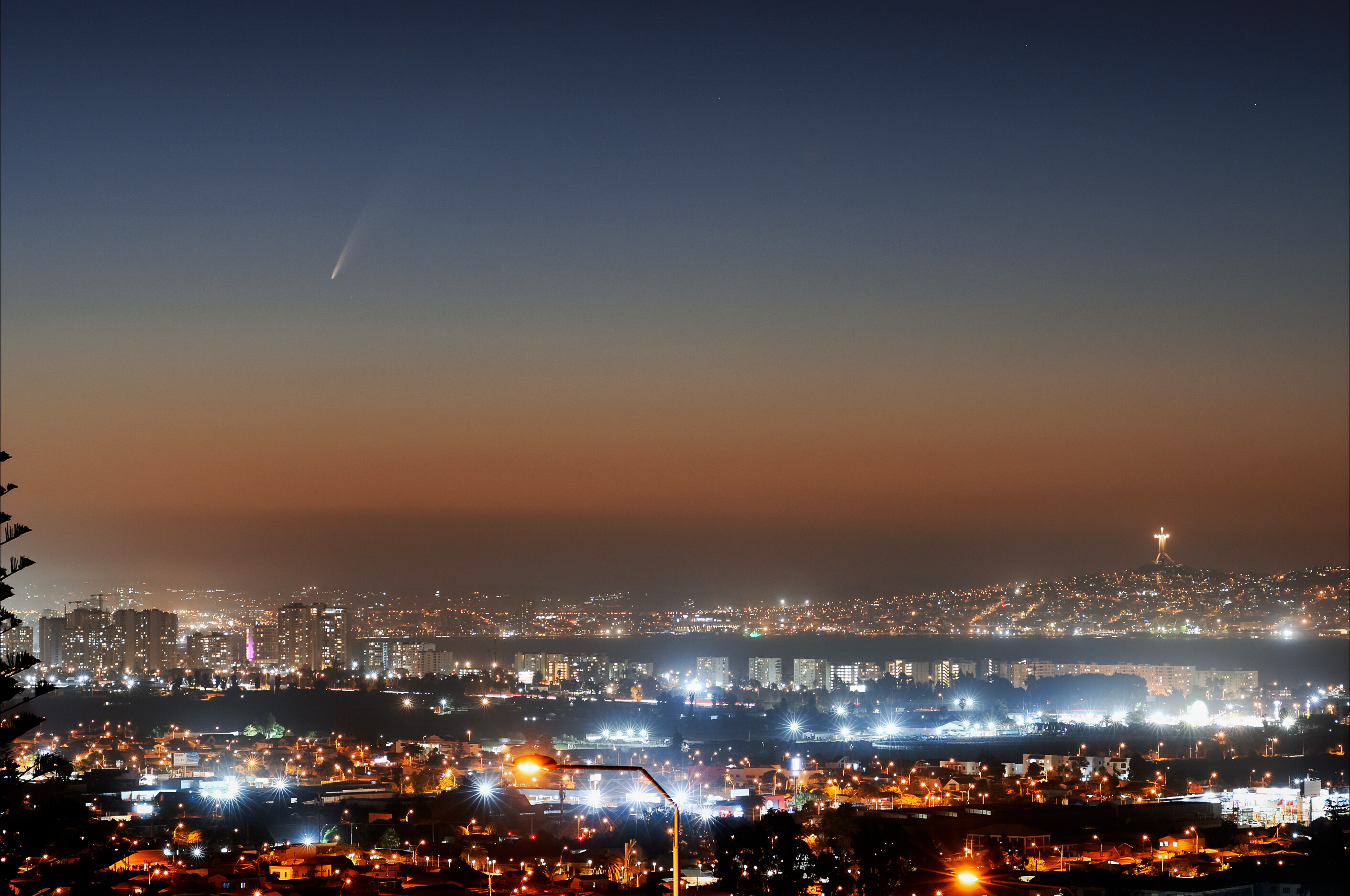
1월 18일, 칠레 라세레나에서 촬영.
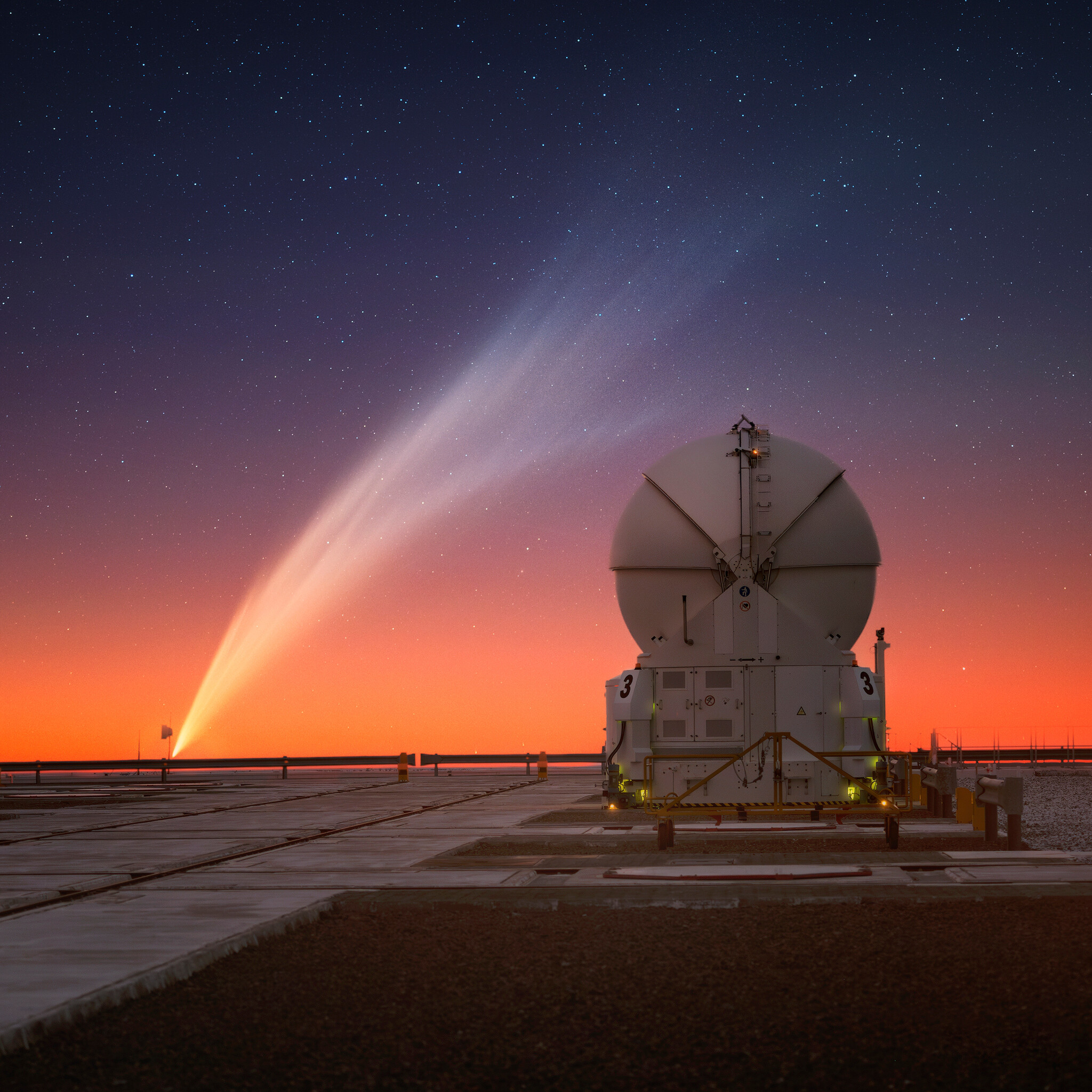
1월 19일, 칠레 파라날 천문대에서 촬영.
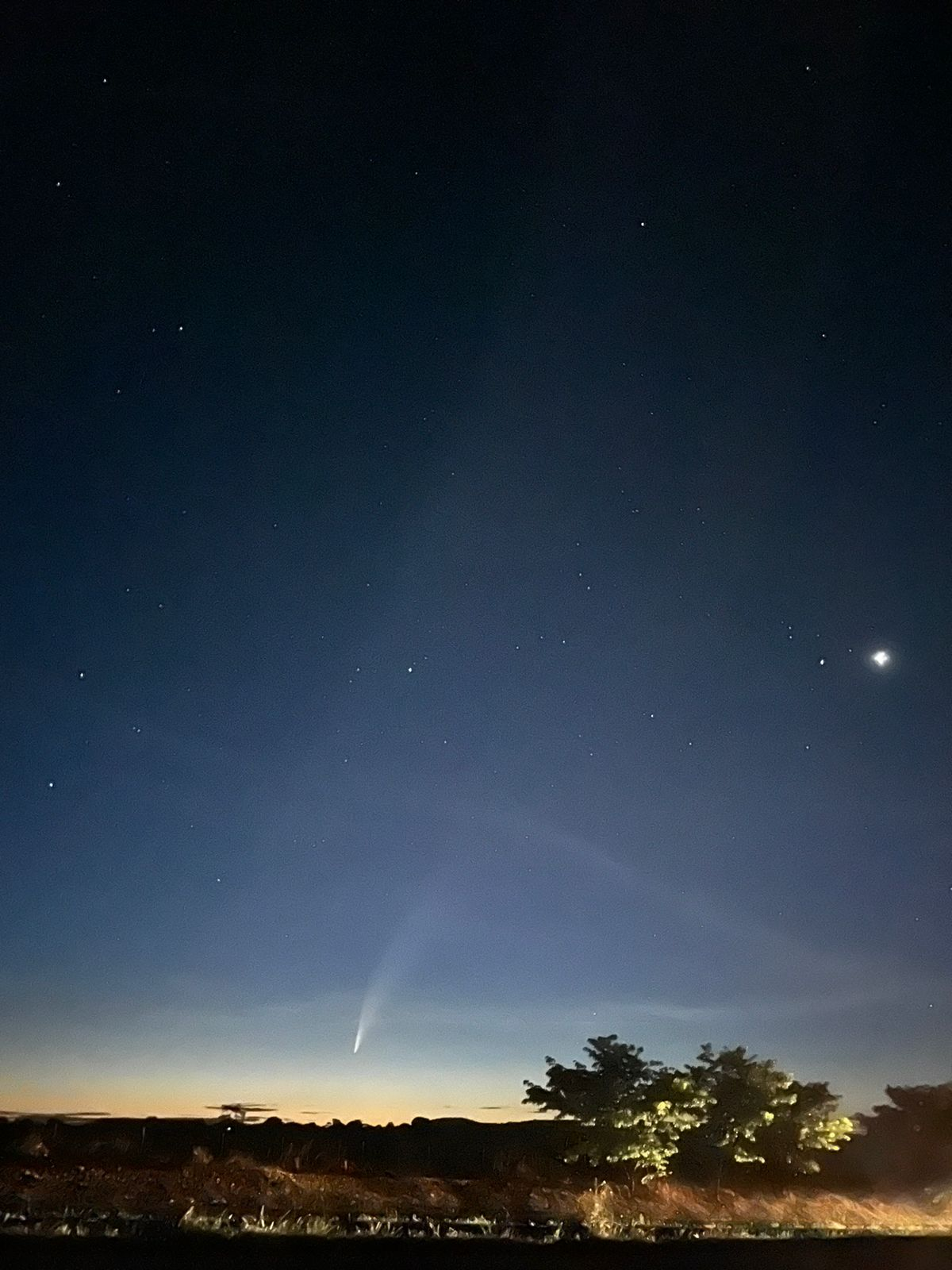
1월 20일, 브라질 이타우수에서 촬영.
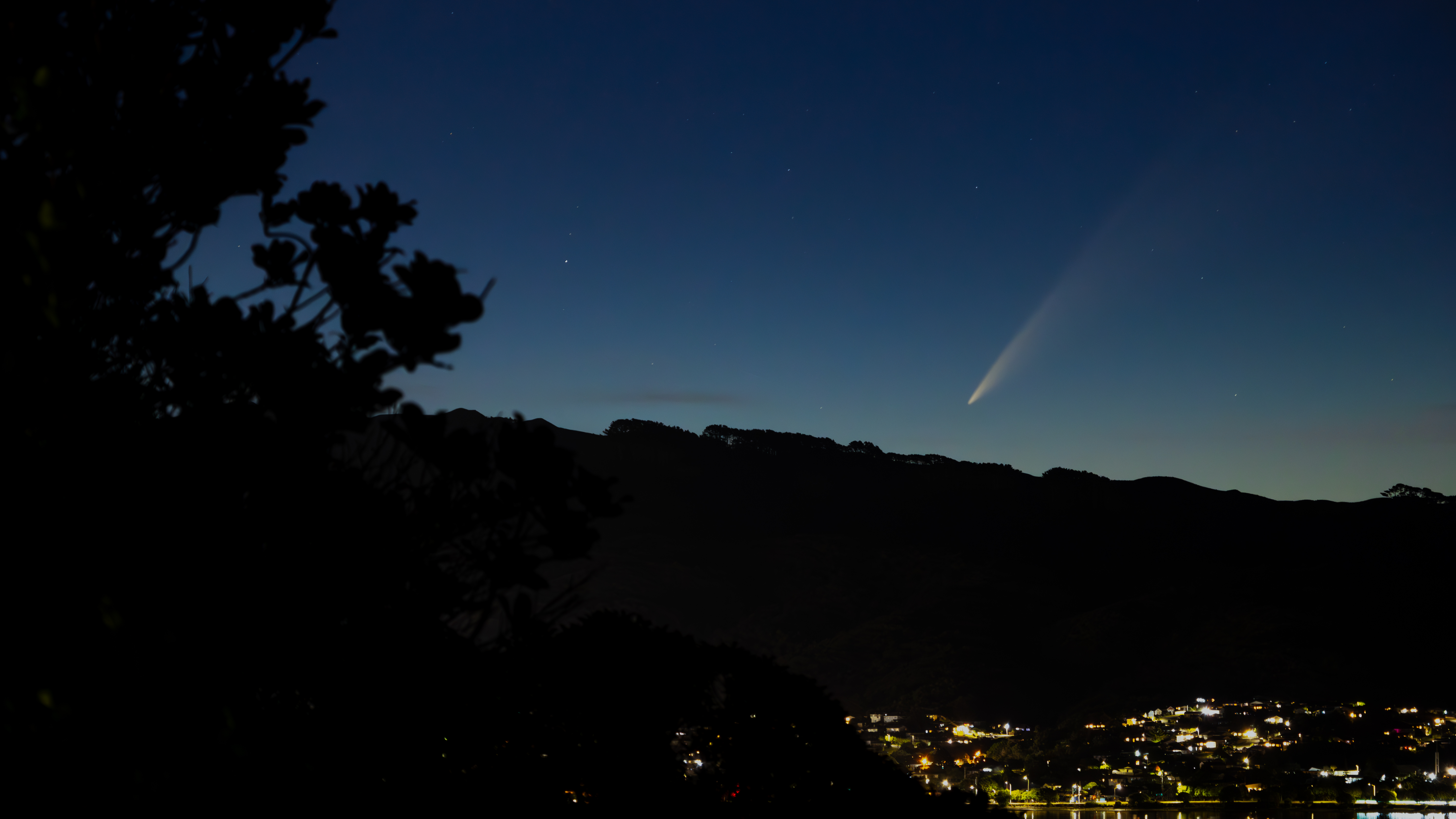
1월 21일, 뉴질랜드 포리루아에서 촬영.
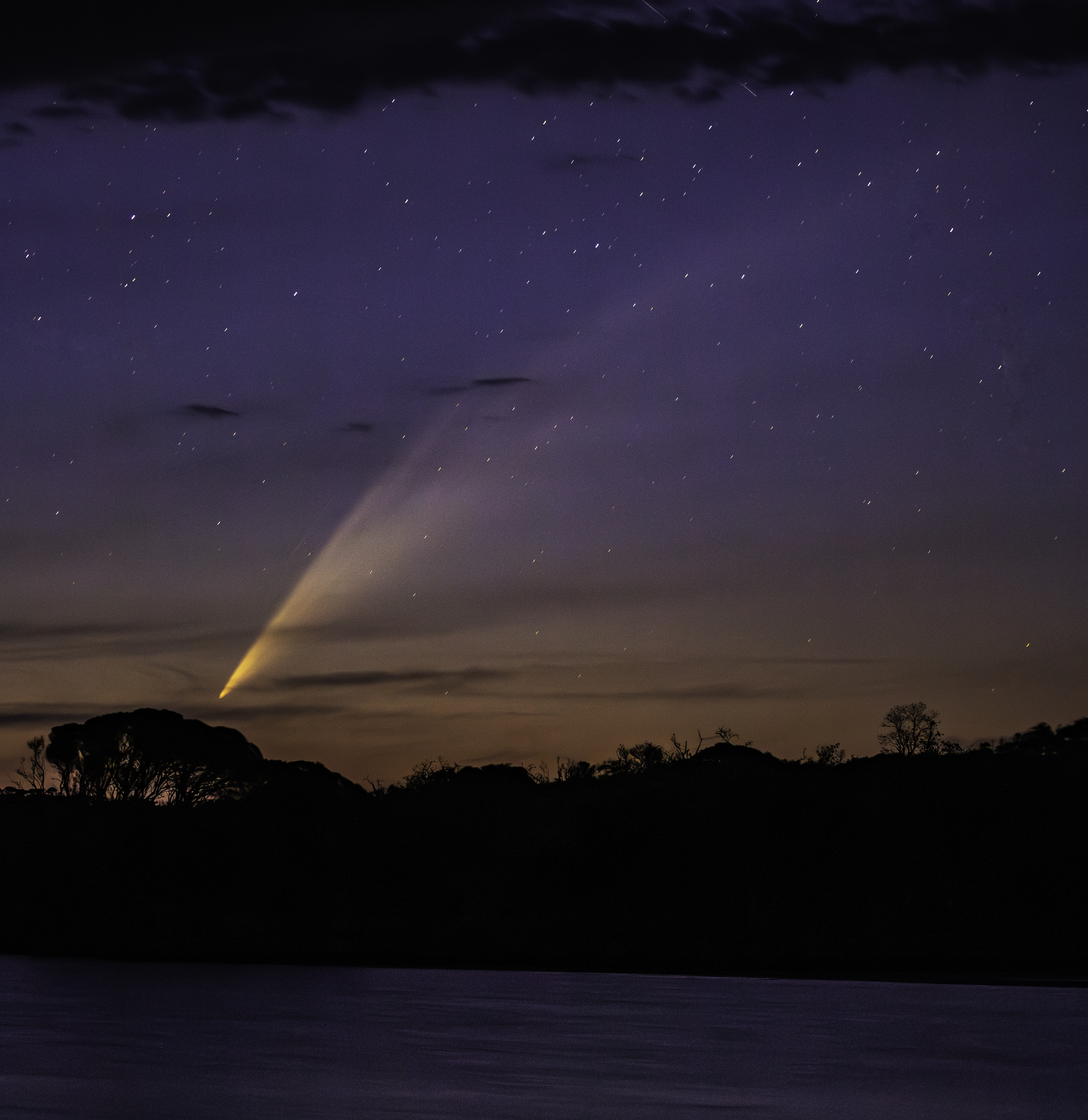
1월 21일, 오스트레일리아 맬러쿠타에서 촬영.
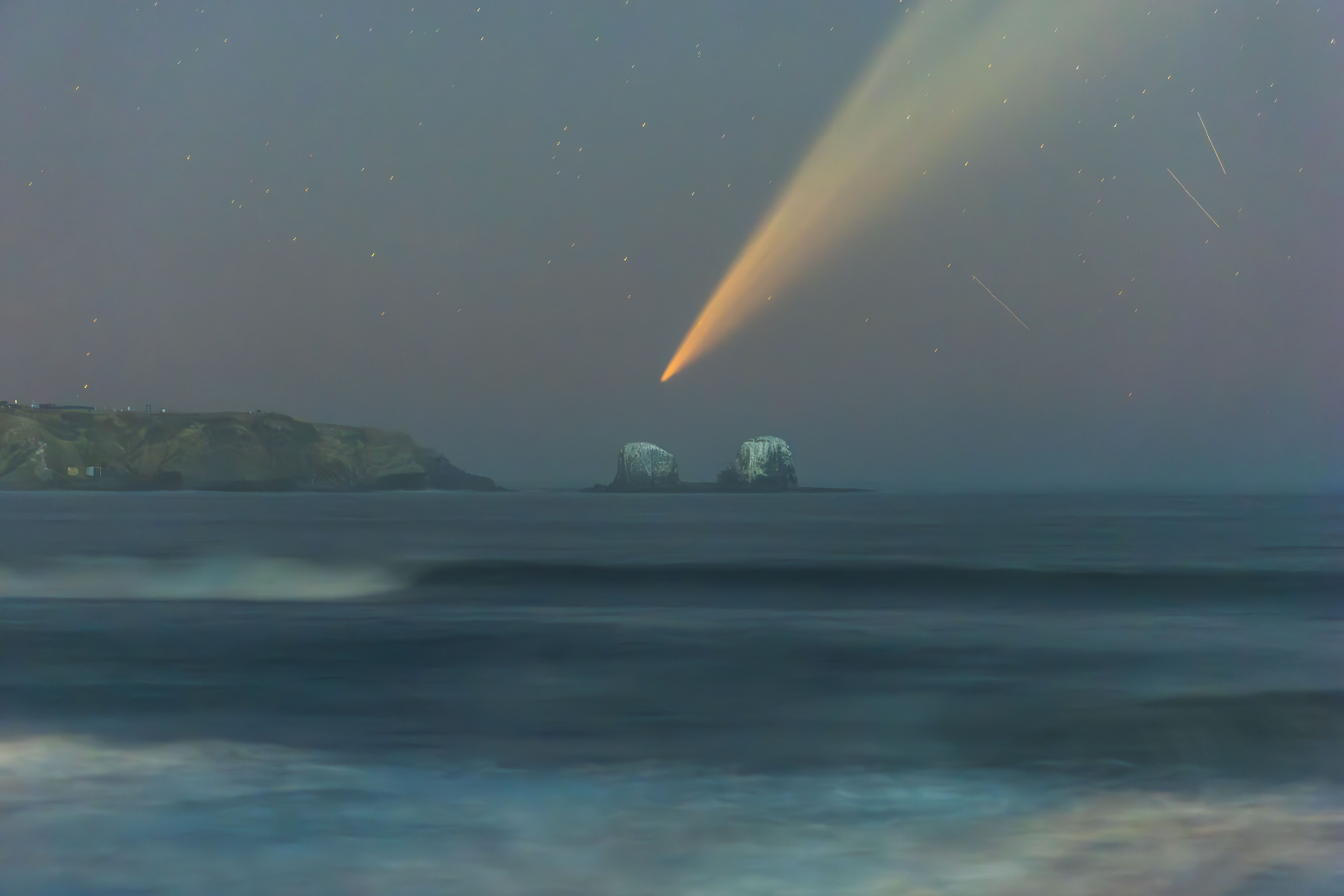
1월 21일, 칠레 푼타 데 로보스에서 촬영.
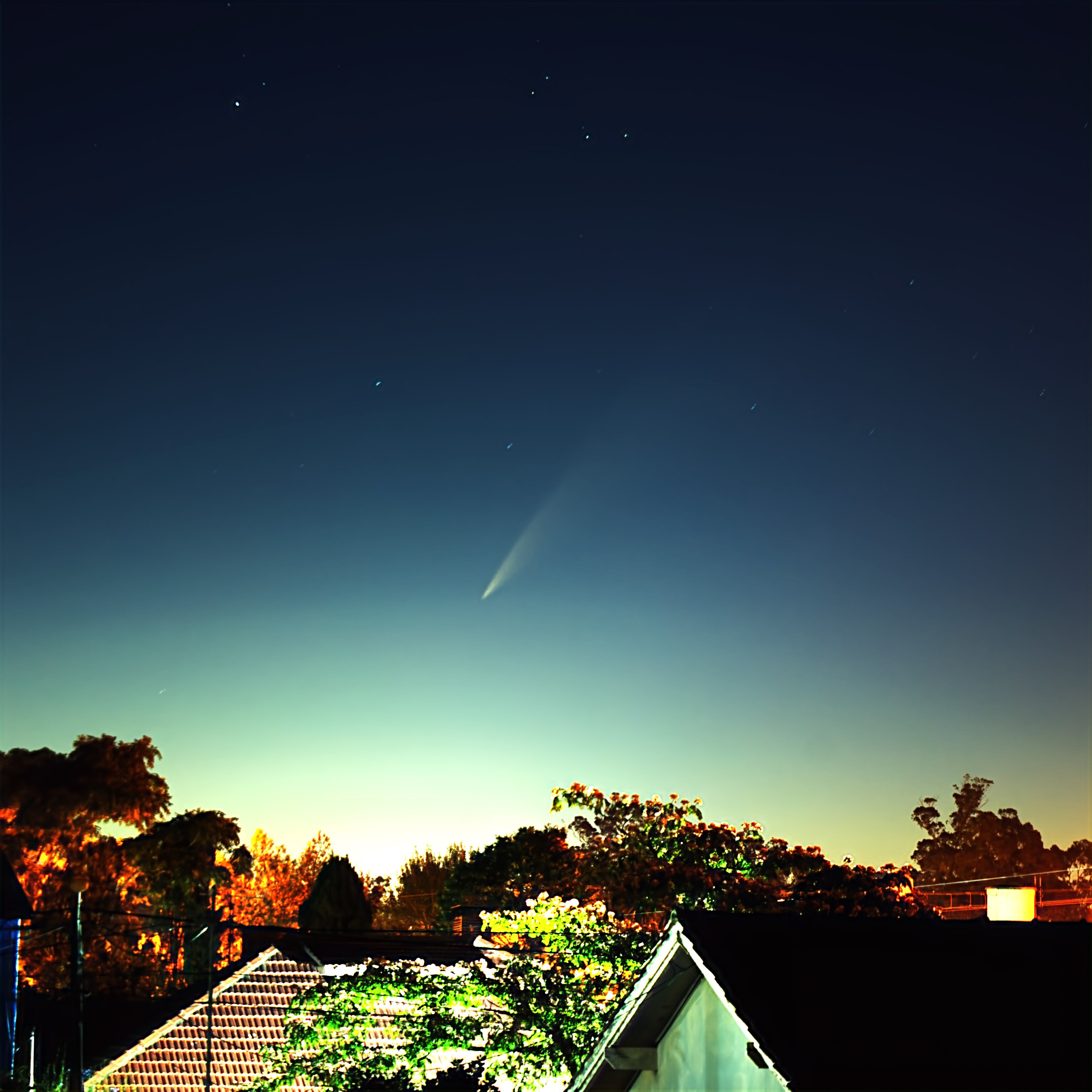
1월 22일, 아르헨티나 마르델플라타에서 촬영.

## 같이 보기
- C/1910 A1, 1910년 1월의 대혜성이자 낮에 보였던 혜성.
- C/1962 C1 (세키-라인스), 존 보틀이 C/2024 G3와 외형이 비슷하다고 언급한 밝은 혜성.[23]
- C/2011 W3 (러브조이), 근일점 통과 후 붕괴된 밝은 크로이츠 혜성군 혜성.
- C/2023 A3, C/2024 G3보다 약 세 달 전에 육안으로 보였던 혜성.

### 오늘의 천문 사진
- NASA Astronomy Picture of the Day: 일출 전 아틀라스 혜성 (2025년 1월 13일)
- NASA Astronomy Picture of the Day: 태양 주위를 도는 아틀라스 혜성 (2025년 1월 20일)
- NASA Astronomy Picture of the Day: 브라질리아 상공의 아틀라스 혜성 (2025년 1월 21일)
- NASA Astronomy Picture of the Day: G3 아틀라스 혜성: 꼬리와 망원경 (2025년 1월 24일)
- NASA Astronomy Picture of the Day: G3 아틀라스 혜성의 여러 꼬리 (2025년 1월 26일)
- NASA Astronomy Picture of the Day: 우루과이 상공의 G3 아틀라스 혜성 (2025년 1월 28일)